# Zöschen
Zöschen is een plaats en voormalige gemeente in de Duitse deelstaat Saksen-Anhalt, en maakt deel uit van de Landkreis Saalekreis.
Zöschen telt 1.047 inwoners.